# Regering-Jeholet
De regering-Jeholet (17 september 2019 - 16 juli 2024) was een regering van de Franse Gemeenschap, onder leiding van Pierre-Yves Jeholet. De regering bestaat uit de drie partijen: PS (28 zetels), MR (23 zetels) en Ecolo (16 zetels). Deze regering is de opvolger van de regering-Demotte III.
Op 9 september 2019 maakten Elio Di Rupo, Jean-Marc Nollet en Willy Borsus op een persconferentie in Namen bekend dat er tussen de drie partijen een regeerakkoord werd afgesloten voor zowel de Waalse Regering als de Franse Gemeenschapsregering. Op donderdag 12 september 2019 raakte bekend dat deze regering zou worden geleid door Pierre-Yves Jeholet. De regering legde op 17 september 2019 de eed af.
De regering-Jeholet markeerde het einde van 15 jaar ononderbroken macht van de cdH in de Franse Gemeenschap, die voor het eerst sinds 2004 in de oppositie zat; de MR van haar kant kwam weer aan de macht na 15 jaar oppositie te hebben gevoerd. Een van de bijzonderheden van deze regering is dat de Franstalige groenen numeriek gezien niet nodig waren om een meerderheid te vormen, wat leidde tot twijfels over het vermogen van Ecolo om de regeringsbeslissingen te beïnvloeden. De aanwezigheid van Pierre-Yves Jeholet aan het hoofd van deze regering was ook verrassend, want het is bekend dat Jeholet de Franse Gemeenschap wil afschaffen.

## Vorming

### Onderhandelingen met cdH en PTB
De verkiezingsuitslag van 26 mei 2019 betekende verlies voor de PS, MR,  DéFI en cdH. Enkel Ecolo en PTB behaalden een overwinning. De samenstelling van het Parlement van de Franse Gemeenschap zorgde ervoor dat regering-Demotte III (PS-cdH) zijn meerderheid verloor. Hierdoor ging de PS op zoek naar een nieuwe meerderheid. Op 5 juni 2019 verklaarde de cdH alvast dat ze op alle niveaus van de macht in de oppositie wilde blijven vanwege hun slechte verkiezingsresultaten. Dit maakte de mogelijkheden van coalities al beperkter.
De besprekingen over de vorming van een nieuwe regering voor de Franse Gemeenschap liepen parallel met de besprekingen over de vorming van een nieuwe Waalse regering. Aangezien de PS de grootste partij in Wallonië was, leidde zij de besprekingen om een nieuwe regering te vormen. De eerste keuze van de socialisten was om een "progressieve" meerderheid te vormen die uit PS, Ecolo en PTB zou bestaan. De PTB had echter op 11 juni 2019 de onderhandelingstafel verlaten, omdat ze van mening waren dat ze niet in staat zouden zijn om te breken met het beleid van de PS. Ondanks de protesten van de socialisten (die beweerden dat de besprekingen niet eens waren beginnen en de marxisten herhaaldelijk voorstelden om terug te keren naar de onderhandelingstafel), weigerde de PTB opnieuw met de onderhandelaars te discussiëren.

### De "klaprooscoalitie"
De terugtrekking van de cdH en de PTB bracht de PS in een delicate situatie. De MR, een partij die door de socialisten zwaar bekritiseerd werd voor haar beleid in de federale regering-Michel I, werd nu onmisbaar gemaakt om een meerderheid te vormen. Een coalitie tussen de twee was dus de meest voor de hand liggende coalitie in numerieke zin, maar zeer impopulair, terwijl een coalitie met Ecolo de ecologisten nauwelijks de mogelijkheid bood om regeringsbeslissingen te beïnvloeden, omdat ze niet nodig waren om een meerderheid vormen.
Jean-Marc Nollet, co-voorzitter van Ecolo, lanceerde op 17 juni 2019 een voorstel om een "klaprooscoalitie" te vormen, een minderheidsregering van PS en Ecolo en een aantal figuren uit het maatschappelijk middenveld. Dit voorstel, dat door PS werd gesteund, werd echter al snel bekritiseerd door de andere drie partijen, die vonden dat een minderheidsregering veel te instabiel zou zijn; met name het cdH weigerde steun te verlenen zonder deelname aan een dergelijke regering, hoewel Ecolo had gehoopt op een dergelijke steun. De definitie van Jean-Marc Nollet van "maatschappelijk middenveld" was ook onderwerp van discussie, aangezien die term vaag bleef.
Ondanks de aangekondigde weigering van de andere drie partijen om een dergelijke constructie te steunen, begonnen de PS en Ecolo op 24 juni 2019 met hun onderhandelingen. Na enkele dagen onderhandelen, waarbij de socialisten en ecologen meer dan honderd maatschappelijke persoonlijkheden ontmoetten, werd een "klaproosnota" voorgelegd aan de drie andere partijen, die deze onmiddellijk verwierpen, waardoor het onmogelijk werd om een PS-Ecolo-minderheidsregering op te richten.

### Naar een Regenboogcoalitie
De afwijzing van de "klaproosnota" dwong de PS en Ecolo om de deelname van de MR aan de onderhandelingen te aanvaarden. De onderhandelingen tussen de drie partijen begonnen al in juli 2019 en de besprekingen waren gebaseerd op de "klaproosnota"  waaraan de liberalen hun ideeën konden toevoegen.
Na twee maanden onderhandelen werden de onderhandelingen op 9 september 2019 beëindigd. Het programma van de nieuwe regering bestaande uit PS, MR en Ecolo werd 's middags aan de pers gepresenteerd. De deelname aan de regering werd op 12 september gevalideerd door de militanten van de drie partijen. Er was echter enige argwaan ten aanzien van de beslissing van de Ecolo-militanten, die nogal bezorgd waren over het toetreden tot een regering met de liberalen en waarin de ecologisten mathematisch niet nodig waren. De samenstelling van de nieuwe regering werd geleidelijk aan van de ene op de andere dag onthuld. Pierre-Yves Jeholet werd benoemd tot minister-president van de Franse Gemeenschap. De nieuwe regering werd beëdigd op 17 september 2019.

## Verloop

### Begroting
De begroting van de Franse Gemeenschap ging in 2019 en 2020 in het rood. Aanvankelijk zei de regering niet ongerust te zijn en dat het tekort "marginaal en beheersbaar is". Begrotingsminister Frédéric Daerden benadrukte dat de schuld permanent gemonitord en dynamisch beheerd wordt. Het was de ambitie van de regering om tegen het einde van de legislatuur rond een tekort van twee procent te blijven, maar daar stak de coronacrisis een stokje voor.

### Coronacrisis
Ook deze regering moest mee de coronacrisis in België beheren. De meeste beslissingen werden samen met de andere regeringen van het land in het Overlegcomité genomen. Jeholet besliste wel zelf wanneer ze bijvoorbeeld overschakelde naar code rood van code oranje voor het Franstalige onderwijs. Ook deze regering nam steunmaatregelen waardoor de begroting van 2020 nog dieper in het rood ging dan gepland.
Op maandag 11 januari 2021 bereikte de Franstalige gemeenschapsregering met de federale en de andere regionale regering een akkoord over de verdeling van de 5,9 miljard euro het Europese relancefonds. Hiervan ging 495 miljoen euro naar de Franstalige Gemeenschap. Het geld moest het economisch herstel na de coronacrisis mee financieren.

### Regeringscrisis
In 2021 voerde de Franse Gemeenschapsregering een hervorming van het hoger onderwijs door, waarbij studenten vijf jaar de tijd kregen om een bachelordiploma te behalen. Na protest van studentenverenigingen wensten PS en Ecolo de hervorming af te zwakken, hetgeen op het veto van hun coalitiepartner MR botste. PS en Ecolo zetten echter door en dienden zonder daarover overleg te plegen een decreetswijziging in, die op 17 april 2024 werd goedgekeurd in de commissie Onderwijs met een wisselmeerderheid met oppositiepartij PTB. MR zegde daarop het vertrouwen in haar coalitiepartners op, met een breuk binnen de regering tot gevolg, die vervolgens in lopende zaken ging. Niettemin gaf de MR nog steeds steun aan verschillende decreten ingediend door PS- en Ecolo-ministers, waarbij ze evenwel aangaf zich niet systematisch achter deze ingediende decreten te zullen scharen, maar geval per geval te beoordelen.

## Samenstelling
De regering-Jeholet telde vijf ministers: twee voor de PS, twee voor de MR en een voor Ecolo.
| Ambtsbekleder | Ambtsbekleder                            | Ambtsbekleder              | Functie en bevoegdheden           | Functie en bevoegdheden | Termijn                          | Partij |
| ------------- | ---------------------------------------- | -------------------------- | --------------------------------- | --- | -------------------------------- | ------ |
|               |                                          | Pierre-Yves Jeholet (1968) | Minister-president / Minister     | Intra-Belgische relaties, Internationale en Europese relaties en Ontwikkelingssamenwerking                                                                     | 17 september 2019 - 16 juli 2024 | MR     |
| Minister      | Onderwijs voor Sociale Promotie en Sport | Pierre-Yves Jeholet (1968) | 19 juli 2023 - 16 juli 2024       | |                                  | MR     |
|               |                                          | Frédéric Daerden (1970)    | Viceminister-president / Minister | Begroting, Ambtenarenzaken en Gelijke Kansen | 17 september 2019 - 16 juli 2024 | PS     |
|               |                                          | Bénédicte Linard (1976)    | Viceminister-president / Minister | Kind, Gezondheid, Cultuur, Media en Vrouwenrechten | 17 september 2019 - 16 juli 2024 | Ecolo  |
|               |                                          | Valérie Glatigny (1973)    | Minister                          | Hoger Onderwijs, Onderwijs voor Sociale Promotie, Universitaire Ziekenhuizen, Hulpverlening aan de Jeugd, Justitiehuizen, Jeugd, Sport en Promotie van Brussel | 17 september 2019 - 19 juli 2023 | MR     |
|               |                                          | Caroline Désir (1976)      | Minister                          | Onderwijs | 17 september 2019 - 16 juli 2024 | PS     |
|               |                                          | Françoise Bertieaux (1958) | Minister                          | Hoger Onderwijs, Universitaire Ziekenhuizen, Hulpverlening aan de Jeugd, Justitiehuizen, Jeugd en Promotie van Brussel                                         | 19 juli 2023 - 16 juli 2024      | MR     |

### Herschikkingen
- Op 6 juli 2023 kondigde Valérie Glatigny (MR) aan ontslag te nemen als minister om gezondheidsredenen. Françoise Bertieaux (MR) nam de bevoegdheden Hoger Onderwijs, Universitaire Ziekenhuizen, Jeugdzorg, Justitiehuizen, Jeugd en de Promotie van Brussel over. Onderwijs voor Sociale Promotie en Sport verhuisden naar Pierre-Yves Jeholet (MR).

Moureaux I · 
Monfils · 
Moureaux II · 
Féaux · 
Anselme · 
Onkelinx I · 
Onkelinx II · 
Hasquin ·
Arena ·
Demotte I ·
Demotte II ·
Demotte III ·
Jeholet ·
Degryse